# Élections législatives de 1988 dans la Seine-Maritime
Les élections législatives françaises de 1988 se déroulent les 5 et 12 juin 1988. Dans le département de la Seine-Maritime, douze députés sont à élire dans le cadre de douze circonscriptions.

## Élus
| Circonscription | Député sortant        | Parti                 | Parti                 | Député élu ou réélu | Parti | Parti |
| --------------- | --------------------- | --------------------- | --------------------- | ------------------- | ----- | ----- |
| 1re             | Scrutin proportionnel | Scrutin proportionnel | Scrutin proportionnel | Michel Bérégovoy    |       | PS    |
| 2e              | Scrutin proportionnel | Scrutin proportionnel | Scrutin proportionnel | Dominique Gambier   |       | PS    |
| 3e              | Scrutin proportionnel | Scrutin proportionnel | Scrutin proportionnel | Pierre Bourguignon  |       | PS    |
| 4e              | Scrutin proportionnel | Scrutin proportionnel | Scrutin proportionnel | Laurent Fabius      |       | PS    |
| 5e              | Scrutin proportionnel | Scrutin proportionnel | Scrutin proportionnel | Jean-Claude Bateux  |       | PS    |
| 6e              | Scrutin proportionnel | Scrutin proportionnel | Scrutin proportionnel | Paul Dhaille        |       | PS    |
| 7e              | Scrutin proportionnel | Scrutin proportionnel | Scrutin proportionnel | Antoine Rufenacht   |       | RPR   |
| 8e              | Scrutin proportionnel | Scrutin proportionnel | Scrutin proportionnel | André Duroméa       |       | PCF   |
| 9e              | Scrutin proportionnel | Scrutin proportionnel | Scrutin proportionnel | Frédérique Bredin   |       | PS    |
| 10e             | Scrutin proportionnel | Scrutin proportionnel | Scrutin proportionnel | Jean-Marie Leduc    |       | PS    |
| 11e             | Scrutin proportionnel | Scrutin proportionnel | Scrutin proportionnel | Jean Beaufils       |       | PS    |
| 12e             | Scrutin proportionnel | Scrutin proportionnel | Scrutin proportionnel | Alain Le Vern       |       | PS    |

## Positionnement des partis
L'UDF et le RPR se présentent unis sous l'étiquette « Union du Rassemblement et du Centre » tandis que les candidats du Parti socialiste se rangent sous la bannière de la « Majorité présidentielle pour la France unie », slogan de la campagne présidentielle de François Mitterrand.

## Résultats

### Résultats à l'échelle du département
| Parti          | Parti                               | Premier tour | Premier tour | Second tour | Second tour | Sièges |
| Parti          | Parti                               | Voix         | %            | Voix        | %           | Sièges |
| -------------- | ----------------------------------- | ------------ | ------------ | ----------- | ----------- | ------ |
|                | Parti socialiste                    | 210 884      | 40,83        | 261 197     | 54,87       | 10     |
|                | La France unie                      | 210 884      | 40,83        | 261 197     | 54,87       | 10     |
|                |                                     |              |              |             |             |        |
|                | Rassemblement pour la République    | 90 368       | 17,50        | 109 131     | 22,93       | 1      |
|                | Union pour la démocratie française  | 76 198       | 14,75        | 86 615      | 18,20       | 0      |
|                | Divers droite                       | 13 521       | 2,62         |             |             | 0      |
|                | Union du Rassemblement et du Centre | 180 087      | 34,87        | 195 746     | 41,12       | 1      |
|                |                                     |              |              |             |             |        |
|                | Parti communiste français           | 83 792       | 16,22        | 19 061      | 4,00        | 1      |
|                | Front national                      | 39 925       | 7,73         |             |             | 0      |
|                | Parti ouvrier européen              | 982          | 0,19         | 0           |             |        |
|                | Extrême gauche                      | 803          | 0,16         | 0           |             |        |
|                |                                     |              |              |             |             |        |
| Inscrits       | Inscrits                            | 808 487      | 100,00       | 739 878     | 100,00      | 12     |
| Abstentions    | Abstentions                         | 281 516      | 34,82        | 241 221     | 32,6        |        |
| Votants        | Votants                             | 526 971      | 65,18        | 498 657     | 67,4        |        |
| Blancs et nuls | Blancs et nuls                      | 10 498       | 1,99         | 22 653      | 4,54        |        |
| Exprimés       | Exprimés                            | 516 473      | 98,01        | 476 004     | 95,46       |        |

### Résultats par circonscription

#### Première circonscription (Rouen)
| Candidat       | Candidat                   | Parti           | Premier tour | Premier tour | Second tour | Second tour |  |
| Candidat       | Candidat                   | Parti           | Voix         | %            | Voix        | %           |  |
| -------------- | -------------------------- | --------------- | ------------ | ------------ | ----------- | ----------- |  |
|                | Michel Bérégovoy élu       | PS              | 14 320       | 40,05        | 20 022      | 51,25       |  |
|                | Jean Allard sortant        | UDF (CDS) (URC) | 14 075       | 39,36        | 19 042      | 48,75       |  |
|                | Dominique Chaboche sortant | FN              | 3 515        | 9,83         |             |             |  |
|                | Georges Hélaine            | PCF             | 2 866        | 8,01         |             |             |  |
|                | Jean-Pierre Cevaer         | POE             | 982          | 2,75         |             |             |  |
|                |                            |                 |              |              |             |             |  |
| Inscrits       | Inscrits                   | Inscrits        | 58 718       | 100,00       | 58 704      | 100,00      |  |
| Abstentions    | Abstentions                | Abstentions     | 22 331       | 38,03        | 18 735      | 31,91       |  |
| Votants        | Votants                    | Votants         | 36 387       | 61,97        | 39 969      | 68,09       |  |
| Blancs et nuls | Blancs et nuls             | Blancs et nuls  | 629          | 1,73         | 905         | 2,26        |  |
| Exprimés       | Exprimés                   | Exprimés        | 35 758       | 98,27        | 39 064      | 97,74       |  |

#### Deuxième circonscription (Bois-Guillaume)
| Candidat       | Candidat              | Parti          | Premier tour | Premier tour | Second tour | Second tour |  |
| Candidat       | Candidat              | Parti          | Voix         | %            | Voix        | %           |  |
| -------------- | --------------------- | -------------- | ------------ | ------------ | ----------- | ----------- |  |
|                | Pierre Albertini      | UDF (URC)      | 18 166       | 39,98        | 24 907      | 49,85       |  |
|                | Dominique Gambier élu | PS             | 17 928       | 39,46        | 25 061      | 50,15       |  |
|                | Josette Bossard       | FN             | 4 811        | 10,59        |             |             |  |
|                | Jean-Claude Pezier    | PCF            | 4 486        | 9,87         |             |             |  |
|                | Gérard Simon          | diss. RPR      | 44           | 0,1          |             |             |  |
|                |                       |                |              |              |             |             |  |
| Inscrits       | Inscrits              | Inscrits       | 73 403       | 100,00       | 73 395      | 100,00      |  |
| Abstentions    | Abstentions           | Abstentions    | 26 578       | 36,21        | 21 871      | 29,8        |  |
| Votants        | Votants               | Votants        | 46 825       | 63,79        | 51 524      | 70,2        |  |
| Blancs et nuls | Blancs et nuls        | Blancs et nuls | 1 390        | 2,97         | 1 556       | 3,02        |  |
| Exprimés       | Exprimés              | Exprimés       | 45 435       | 97,03        | 49 968      | 96,98       |  |

#### Troisième circonscription (Sotteville-lès-Rouen)
| Candidat       | Candidat                         | Parti          | Premier tour | Premier tour | Second tour | Second tour |  |
| Candidat       | Candidat                         | Parti          | Voix         | %            | Voix        | %           |  |
| -------------- | -------------------------------- | -------------- | ------------ | ------------ | ----------- | ----------- |  |
|                | Pierre Bourguignon sortant réélu | PS             | 15 718       | 43,68        | 22 592      | 100,00      |  |
|                | Roland Leroy sortant             | PCF            | 10 056       | 27,94        | Retrait     | Retrait     |  |
|                | Michel Guez                      | UDF (PR) (URC) | 7 251        | 20,15        |             |             |  |
|                | Philippe Duperron                | FN             | 2 945        | 8,18         |             |             |  |
|                | Roger Seri                       | diss. RPR      | 18           | 0,05         |             |             |  |
|                |                                  |                |              |              |             |             |  |
| Inscrits       | Inscrits                         | Inscrits       | 60 001       | 100,00       | 59 999      | 100,00      |  |
| Abstentions    | Abstentions                      | Abstentions    | 23 342       | 38,9         | 30 935      | 51,56       |  |
| Votants        | Votants                          | Votants        | 36 659       | 61,1         | 29 064      | 48,44       |  |
| Blancs et nuls | Blancs et nuls                   | Blancs et nuls | 671          | 1,83         | 6 472       | 22,27       |  |
| Exprimés       | Exprimés                         | Exprimés       | 35 988       | 98,17        | 22 592      | 77,73       |  |

#### Quatrième circonscription (Elbeuf)
|                | Laurent Fabius sortant réélu | PS                   | 26 495 | 61,89  |  |  |  |
|                | Armand Nascimento            | RPR (URC)            | 7 044  | 16,45  |  |  |  |
|                | Patrice Dupray               | PCF                  | 4 856  | 11,34  |  |  |  |
|                | Guillaume de Tarle           | FN                   | 4 128  | 9,64   |  |  |  |
|                | Gilles Cazin                 | Extrême gauche (LTF) | 288    | 0,67   |  |  |  |
|                |                              |                      |        |        |  |  |  |
| Inscrits       | Inscrits                     | Inscrits             | 68 375 | 100,00 |  |  |  |
| Abstentions    | Abstentions                  | Abstentions          | 24 553 | 35,91  |  |  |  |
| Votants        | Votants                      | Votants              | 43 822 | 64,09  |  |  |  |
| Blancs et nuls | Blancs et nuls               | Blancs et nuls       | 1 011  | 2,31   |  |  |  |
| Exprimés       | Exprimés                     | Exprimés             | 42 811 | 97,69  |  |  |  |

#### Cinquième circonscription (Barentin)
| Candidat       | Candidat               | Parti          | Premier tour | Premier tour | Second tour | Second tour |  |
| Candidat       | Candidat               | Parti          | Voix         | %            | Voix        | %           |  |
| -------------- | ---------------------- | -------------- | ------------ | ------------ | ----------- | ----------- |  |
|                | Jean-Claude Bateux élu | PS             | 24 079       | 47,38        | 35 306      | 65,97       |  |
|                | Daniel Laboure         | RPR (URC)      | 13 212       | 26,00        | 18 214      | 34,03       |  |
|                | Colette Privat         | PCF            | 9 786        | 19,26        |             |             |  |
|                | Henri Philbert         | FN             | 3 739        | 7,36         |             |             |  |
|                |                        |                |              |              |             |             |  |
| Inscrits       | Inscrits               | Inscrits       | 78 490       | 100,00       | 78 446      | 100,00      |  |
| Abstentions    | Abstentions            | Abstentions    | 26 611       | 33,9         | 23 417      | 29,85       |  |
| Votants        | Votants                | Votants        | 51 879       | 66,1         | 55 029      | 70,15       |  |
| Blancs et nuls | Blancs et nuls         | Blancs et nuls | 1 063        | 2,05         | 1 509       | 2,74        |  |
| Exprimés       | Exprimés               | Exprimés       | 50 816       | 97,95        | 53 520      | 97,26       |  |

#### Sixième circonscription (Bolbec)
| Candidat       | Candidat                   | Parti          | Premier tour | Premier tour | Second tour | Second tour |  |
| Candidat       | Candidat                   | Parti          | Voix         | %            | Voix        | %           |  |
| -------------- | -------------------------- | -------------- | ------------ | ------------ | ----------- | ----------- |  |
|                | Paul Dhaille sortant réélu | PS             | 19 551       | 41,99        | 30 939      | 64,36       |  |
|                | Claude Laplace             | UDF (PR) (URC) | 13 207       | 28,36        | 17 130      | 35,64       |  |
|                | Maryvonne Rioual           | PCF            | 10 591       | 22,75        | Retrait     | Retrait     |  |
|                | André Foucher              | FN             | 3 212        | 6,9          |             |             |  |
|                |                            |                |              |              |             |             |  |
| Inscrits       | Inscrits                   | Inscrits       | 72 590       | 100,00       | 72 567      | 100,00      |  |
| Abstentions    | Abstentions                | Abstentions    | 25 245       | 34,78        | 23 170      | 31,93       |  |
| Votants        | Votants                    | Votants        | 47 345       | 65,22        | 49 397      | 68,07       |  |
| Blancs et nuls | Blancs et nuls             | Blancs et nuls | 784          | 1,66         | 1 328       | 2,69        |  |
| Exprimés       | Exprimés                   | Exprimés       | 46 561       | 98,34        | 48 069      | 97,31       |  |

#### Septième circonscription (Le Havre-Centre)
| Candidat       | Candidat                        | Parti                 | Premier tour | Premier tour | Second tour | Second tour |  |
| Candidat       | Candidat                        | Parti                 | Voix         | %            | Voix        | %           |  |
| -------------- | ------------------------------- | --------------------- | ------------ | ------------ | ----------- | ----------- |  |
|                | Antoine Rufenacht sortant réélu | RPR (URC)             | 16 737       | 44,38        | 20 920      | 52,52       |  |
|                | Patrick Fouilland               | PS                    | 11 466       | 30,41        | 18 909      | 47,48       |  |
|                | Gérard Heuze                    | PCF                   | 5 589        | 14,82        |             |             |  |
|                | Janine Dezaille                 | FN                    | 3 402        | 9,02         |             |             |  |
|                | Jean Lallemand                  | Extrême gauche (PNPG) | 515          | 1,37         |             |             |  |
|                |                                 |                       |              |              |             |             |  |
| Inscrits       | Inscrits                        | Inscrits              | 61 353       | 100,00       | 61 352      | 100,00      |  |
| Abstentions    | Abstentions                     | Abstentions           | 23 098       | 37,65        | 20 766      | 33,85       |  |
| Votants        | Votants                         | Votants               | 38 255       | 62,35        | 40 586      | 66,15       |  |
| Blancs et nuls | Blancs et nuls                  | Blancs et nuls        | 546          | 1,43         | 757         | 1,87        |  |
| Exprimés       | Exprimés                        | Exprimés              | 37 709       | 98,57        | 39 829      | 98,13       |  |

#### Huitième circonscription (Le Havre-Nord)
| Candidat       | Candidat          | Parti           | Premier tour | Premier tour | Second tour | Second tour |
| Candidat       | Candidat          | Parti           | Voix         | %            | Voix        | %           |
| -------------- | ----------------- | --------------- | ------------ | ------------ | ----------- | ----------- |
|                | André Duroméa élu | PCF             | 13 749       | 41,95        | 19 061      | 100,00      |
|                | Joseph Menga      | PS              | 9 581        | 29,23        | Retrait     | Retrait     |
|                | Annick Faury      | UDF (CDS) (URC) | 6 333        | 19,32        |             |             |
|                | Gérard Blondel    | FN              | 3 114        | 9,50         |             |             |
|                |                   |                 |              |              |             |             |
| Inscrits       | Inscrits          | Inscrits        | 57 152       | 100,00       | 57 152      | 100,00      |
| Abstentions    | Abstentions       | Abstentions     | 23 805       | 41,65        | 32 447      | 56,77       |
| Votants        | Votants           | Votants         | 33 347       | 58,35        | 24 705      | 43,23       |
| Blancs et nuls | Blancs et nuls    | Blancs et nuls  | 570          | 1,71         | 5 644       | 22,85       |
| Exprimés       | Exprimés          | Exprimés        | 32 777       | 98,29        | 19 061      | 77,15       |

#### Neuvième circonscription (Fécamp)
| Candidat       | Candidat               | Parti          | Premier tour | Premier tour | Second tour | Second tour |  |
| Candidat       | Candidat               | Parti          | Voix         | %            | Voix        | %           |  |
| -------------- | ---------------------- | -------------- | ------------ | ------------ | ----------- | ----------- |  |
|                | Charles Revet sortant  | UDF (PR) (URC) | 17 166       | 35,36        | 25 536      | 49,15       |  |
|                | Frédérique Bredin élue | PS             | 16 597       | 34,19        | 26 424      | 50,85       |  |
|                | Jean-Pierre Deneuve    | Divers droite  | 7 330        | 15,1         |             |             |  |
|                | Raymond Lecacheur      | PCF            | 4 718        | 9,72         |             |             |  |
|                | Alain Gauthier         | FN             | 2 737        | 5,64         |             |             |  |
|                |                        |                |              |              |             |             |  |
| Inscrits       | Inscrits               | Inscrits       | 71 460       | 100,00       | 71 443      | 100,00      |  |
| Abstentions    | Abstentions            | Abstentions    | 22 119       | 30,95        | 18 450      | 25,82       |  |
| Votants        | Votants                | Votants        | 49 341       | 69,05        | 52 993      | 74,18       |  |
| Blancs et nuls | Blancs et nuls         | Blancs et nuls | 793          | 1,61         | 1 033       | 1,95        |  |
| Exprimés       | Exprimés               | Exprimés       | 48 548       | 98,39        | 51 960      | 98,05       |  |

#### Dixième circonscription (Yvetot)
| Candidat       | Candidat             | Parti          | Premier tour | Premier tour | Second tour | Second tour |  |
| Candidat       | Candidat             | Parti          | Voix         | %            | Voix        | %           |  |
| -------------- | -------------------- | -------------- | ------------ | ------------ | ----------- | ----------- |  |
|                | Roger Fossé sortant  | RPR (URC)      | 22 153       | 44,68        | 25 726      | 47,93       |  |
|                | Jean-Marie Leduc élu | PS             | 20 721       | 41,79        | 27 945      | 52,07       |  |
|                | Janine Menet         | PCF            | 3 877        | 7,82         |             |             |  |
|                | Colette Messein      | FN             | 2 830        | 5,71         |             |             |  |
|                |                      |                |              |              |             |             |  |
| Inscrits       | Inscrits             | Inscrits       | 71 115       | 100,00       | 71 087      | 100,00      |  |
| Abstentions    | Abstentions          | Abstentions    | 20 488       | 28,81        | 16 392      | 23,06       |  |
| Votants        | Votants              | Votants        | 50 627       | 71,19        | 54 695      | 76,94       |  |
| Blancs et nuls | Blancs et nuls       | Blancs et nuls | 1 046        | 2,07         | 1 024       | 1,87        |  |
| Exprimés       | Exprimés             | Exprimés       | 49 581       | 97,93        | 53 671      | 98,13       |  |

#### Onzième circonscription (Dieppe)
| Candidat       | Candidat                    | Parti          | Premier tour | Premier tour | Second tour | Second tour |  |
| Candidat       | Candidat                    | Parti          | Voix         | %            | Voix        | %           |  |
| -------------- | --------------------------- | -------------- | ------------ | ------------ | ----------- | ----------- |  |
|                | Jean Beaufils sortant réélu | PS             | 17 607       | 37,26        | 29 796      | 59,08       |  |
|                | Édouard Leveau              | RPR (URC)      | 13 880       | 29,38        | 20 631      | 40,91       |  |
|                | Irénée Bourgois             | PCF            | 10 349       | 21,90        | Retrait     | Retrait     |  |
|                | Jacques Dupuydauby          | Divers droite  | 2 923        | 6,18         |             |             |  |
|                | Edgar Planchons             | FN             | 2 484        | 5,25         |             |             |  |
|                |                             |                |              |              |             |             |  |
| Inscrits       | Inscrits                    | Inscrits       | 70 948       | 100,00       | 70 903      | 100,00      |  |
| Abstentions    | Abstentions                 | Abstentions    | 22 716       | 32,02        | 19 140      | 26,99       |  |
| Votants        | Votants                     | Votants        | 48 232       | 67,98        | 51 763      | 73,01       |  |
| Blancs et nuls | Blancs et nuls              | Blancs et nuls | 989          | 2,05         | 1 336       | 2,58        |  |
| Exprimés       | Exprimés                    | Exprimés       | 47 243       | 97,95        | 50 427      | 97,42       |  |

#### Douzième circonscription (Gournay-en-Bray)
| Candidat       | Candidat                | Parti          | Premier tour | Premier tour | Second tour | Second tour |  |
| Candidat       | Candidat                | Parti          | Voix         | %            | Voix        | %           |  |
| -------------- | ----------------------- | -------------- | ------------ | ------------ | ----------- | ----------- |  |
|                | Georges Delatre sortant | RPR (URC)      | 17 280       | 39,95        | 23 640      | 49,41       |  |
|                | Alain Le Vern élu       | PS             | 16 821       | 38,89        | 24 203      | 50,58       |  |
|                | Jean-Paul Gauzès        | Divers droite  | 3 268        | 7,55         |             |             |  |
|                | Patrick Debonne         | FN             | 3 008        | 6,95         |             |             |  |
|                | Jacques Fiocre          | PCF            | 2 869        | 6,63         |             |             |  |
|                |                         |                |              |              |             |             |  |
| Inscrits       | Inscrits                | Inscrits       | 64 882       | 100,00       | 64 830      | 100,00      |  |
| Abstentions    | Abstentions             | Abstentions    | 20 630       | 31,8         | 15 898      | 24,52       |  |
| Votants        | Votants                 | Votants        | 44 252       | 68,2         | 48 932      | 75,48       |  |
| Blancs et nuls | Blancs et nuls          | Blancs et nuls | 1 006        | 2,27         | 1 089       | 2,23        |  |
| Exprimés       | Exprimés                | Exprimés       | 43 246       | 97,73        | 47 843      | 97,77       |  |